# Américo Tonda
Américo A. Tonda (Fidela, Santa Fe, 22 de junio de 1916 - Santiago de Chile, 2 de enero de 1984) fue un sacerdote católico e historiador argentino, especializado en la historia eclesiástica de su país.

## Biografía
Ingresó en el Seminario Diocesano de Santa Fe, donde cursó Humanidades y Filosofía. Se ordenó sacerdote el 26 de enero de 1941.
Se doctoró en Teología en la Universidad Gregoriana de Roma en el año 1942, con una tesis acerca de Las ideas religiosas del Deán Gregorio Funes. En el mismo año de 1942 ingresó a la Facultad de Filosofía y Letras de la Universidad de Buenos Aires, cursando allí dos años de la carrera de Historia, al mismo tiempo que impartía un curso de Eclesiología en el seminario de Santa Fe. Alentado por el arzobispo Nicolás Fasolino y de la Junta Provincial de Estudios Históricos realizó una reorganización e intensos estudios en los archivos diocesanos de Santa Fe.
De regreso en Roma, cursó Historiología y Archivística. Durante su estancia en Roma realizó investigaciones acerca de la Iglesia católica en América hispánica en los Archivos Vaticanos, especialmente acerca del período entre la Revolución de Mayo y la Organización Nacional.
Antes de regresar a su país natal dictó clases de Historia Americana en el seminario de Verona (Italia). Desde 1961 fue profesor de Historia Eclesiástica Argentina en su seminario de origen, y poco después Derecho Eclesiástico en la Universidad Católica de Santa Fe. Fue inspector de enseñanza religiosa de Santa Fe.
Desde 1972 residió permanentemente en la ciudad de Rosario, a instancias del arzobispo Guillermo Bolatti, que lo hizo profesor del seminario de la Arquidiócesis de Rosario. Ese mismo año se incorporó a la Academia Nacional de la Historia de la República Argentina.
Falleció en Santiago de Chile el 2 de enero de 1984.
Una calle de la ciudad de Rosario recuerda a este educador e historiador eclesiástico.

## Obras
- Castro Barros. Sus ideas (1943)
- El Deán Funes y la libertad de cultos (1949)
- Rivadavia y Medrano. Sus actuaciones en la reforma eclesiástica (1952)
- Las facultades de los vicarios capitulares porteños (1812-1853)" (1953)
- Don Félix Frías, el secretario del general Lavalle. Su etapa boliviana (1841-1843) (1956)
- Historia del seminario de Santa Fe (1957)
- El Deán Funes y la reforma de Rivadavia. Los regulares (1961)
- Argentina incomunicada con Roma (1810-1858) (1965)
- Mariano Medrano (1970)

A partir de 1970 se concentró en publicar artículos en revistas de relevancia como Res Gesta, del Instituto de Historia de la Universidad Católica Argentina en su sede de Rosario, en la del Instituto de Historia del Derecho «Ricardo Levene», la de la Junta Provincial de Estudios Históricos, el Anuario de la Facultad de Derecho y Ciencias Sociales de Rosario, y en diarios como La Capital (Rosario), El Litoral (Santa Fe), La Gaceta (Tucumán) y Los Principios (Córdoba).